# Wassili Luckhardt
Wassili Luckhardt (22 de julho de 1889 — 2 de dezembro de 1972) foi uma figura destacada do expressionismo berlinês mediante construções regidas pela precisão dos ângulos retos ou por blocos articulados dinamicamente por faixas de janelas.

## Obras e projetos
- 1928 - Casas habitações em Rupennorn em Berlim
- 1929 - Colônia de ensaio na avenida Schorkem, Berlim
- 1929 - Projeto para a renovação da Alexanderplatz de Berlim
- 1951 - Pavilhão de Berlim na exposição "Constructa" de Hannover
- 1957 - Edifício para a Administração de Víveres em Munique
- 1957 - Edifício na Interbau de Berlim em colaboração com Josef Hoffmann
- 1960 - Edifício para o Município de Bremen